# Pseudopospieszność
Pseudopospieszność {\displaystyle (\eta )} – wielkość fizyczna używana w eksperymentalnej fizyce wysokich energii. Pseudopospieszność pojedynczej cząstki biegnącej pod kątem {\displaystyle \theta } do osi wiązki zdefiniowana jest wzorem
{\displaystyle \eta =-\ln \operatorname {tg} {\frac {\theta }{2}}.}
Pseudopospieszność dla cząstek relatywistycznych {\displaystyle (p\gg mc)} jest bliska pospieszności
{\displaystyle y=\mathrm {artgh} \left({\frac {v_{L}}{c}}\right),}
gdzie {\displaystyle v_{L}} jest składową prędkości cząstki w kierunku wiązki. Można to określić z dokładnego związku pośpieszności z pseudopospiesznością
{\displaystyle p_{\bot }\sinh \eta ={\sqrt {m^{2}c^{2}+p_{\bot }^{2}}}\cdot \sinh y,}
gdzie {\displaystyle p_{\bot }} jest składową pędu cząstki prostopadłą do kierunku wiązki.
Pseudopospieszność nie zależy od energii cząstki, a jedynie od kąta {\displaystyle \theta } jej emisji.